# Sousveillance

Surveillance versus sousveillance

Sousveillance is de eigenhandige registratie van een activiteit door een deelnemer aan die activiteit, met behulp van kleine draagbare, al dan niet verborgen toestellen, met het doel later getuigenis af te kunnen leggen.
Sousveillance (van het Franse sous, 'beneden') onderscheidt zich van surveillance (van het Franse sur, 'boven') doordat het laatste van bovenaf, in het bijzonder door de autoriteiten, gebeurt, terwijl sousveillance van onderaf geschiedt, hetzij letterlijk (met camera's op het lichaam in plaats van gebouwen), hetzij hiërarchisch gezien (gewone mensen die de observatie doen).

## Voorbeelden
Een bekend geval is de video die gemaakt werd over het gewelddadige politieoptreden tegen Rodney King.
Een andere toepassing is het registreren van kiezersfraude of gesjoemel bij verkiezingen. Zo werden in 2007 mobiele telefoons gebruikt in Sierra Leone en Ghana om onregelmatigheden en intimidatie bij verkiezingen te registreren.
Tijdens de onlusten rond het Tahrirplein in Egypte in 2011 werden door betogers beelden van het politieoptreden op het internet geplaatst via de videostreamingdienst Bambuser.
Sousveillance wordt soms toegepast om zich (achteraf) te kunnen verdedigen, bijvoorbeeld tijdens een verhoor bij de politie. De Amerikaanse videokunstenaar Hasan Elahi maakte van zijn leven een open boek door alle feiten over zijn leven (inclusief zijn geldtransacties) online te zetten in een poging de veiligheidsdiensten, die hem per abuis op de lijst van terroristen zouden hebben geplaatst, van zijn onschuld te overtuigen (of deels ook als kunstproject).
Ook brilcamera's zoals Google Glass zouden voor sousveillance gebruikt kunnen worden.